# Abdulmedžid II.
Abdulmedžid II. (osmanskoturško عبد المجید ثانی, latinizirano: ʿAbdü'l-Mecîd-i sânî; turško II. Abdülmecid) je bil zadnji sultan Osmanskega cesarstva, zadnji kalif Osmanskega kalifata in edini kalif republike Turčije, * 29. maj 1868, † 23. avgust 1944.
V nasprotju s prejšnjimi kalifi je uporabljal naziv Halîfe-i Müslimîn (kalif muslimanov), namesto Emîrü 'l-Mü'minîn (poveljnik vernikov).
V Turčiji je bil tudi razmeroma znan umetnik in estet, ki ga je zanimala umetnost, predvsem književnost, slikarstvo in glasba. Po ukinitvi Osmanskega kalifata ga je za nekaj mesecev nasledil Husein bin Ali, ki je bil priznan večinoma v arabskem svetu, a se je tudi ta poskus nadaljevanja kalifata končal.
Umrl je v Parizu leta 1944 in bil pokopan kot kalif v Medini.

## Biografija

### Zgodnja leta
Rojen je bil 30. maja 1868 v palači 
Dolmabahče v Bešiktašu v Istanbulu kot sin Abdul Aziza in njegove žene Hajranidil Kadın. Bil je mlajši brat Nazime Sultan. Šolal se je zasebno. Po pričevanjih je dopuščal poroke  med bratranci in sestričnami znotraj Osmanske dinastije, da bi se zmanjšale napetosti znotraj dinastije.
V skladu z običaji Osmanske dinastije  je bil do svojega 40. leta zaprt v palači Dolmabahče. Ko je 4. julija 1918 postal sultan  njegov prvi bratranec Mehmed VI., je bil Abdulmedžid imenovan za prestolonaslednika. Zanimal se je za književnost in leta 1920 ustanovil društvo Pierre Loti za promocijo avtorjevih del in njihovo prevajanje v turščino. Zanimalo ga je tudi slikarstvo in tudi sam je veliko slikal, igral je klavir  in skladal glasbo.

### Kalifat
Ko je bil 1. novembra 1922 odstavljen sultan Mehmed VI.,  je bil Osmanski kalifat ukinjen. Turška narodna skupščina v Ankari je 19. novembra 1922 kljub temu izvolila prestolonaslednika Abdulmedžida za kalifa. Novi kalifat je bil ustanovljen v Istanbulu 24. novembra 1922. Izbira Abdulmedžida za kalifa ni bila soglasna, zato je znotraj in zunaj nekdanjega Osmanskega cesarstva doživela veliko političnih kritik. Do konflikta med muslimani je prišlo na primer v Palestini, kjer so nasprotovali tako Huseinu bin Aliju kot Abdulmedžidu, da bi postala naslednika Mehmeda VI. Zahodne kolonialne sile, med njimi Francija in Združeno kraljestvo, so zelo pozorno spremljale razvoj dogodkov. Eden od Abdulmedžidovih kritikov je bil Mohamed Rašid Rida, ki je trdil, da mu manjka nekaj lastnosti, potrebnih za kalifa.
Abdulaziza je kljub kritikam ob prevzemu položaja velika večina muslimanov priznala za kalifa. Po prevzemu položaja je postal tarča kemalistične propagande, ki je izkoristila dejstvo, da je zasedel palačo Yıldız v Istanbulu in si jo neupravičeno lastil, njega pa je jezil prenos nekaterih pristojnosti iz Istanbula v Ankaro. Med slednjimi je bila tudi selitev vojaškega orkestra (mehter).
3. marca 1924, šest mesecev po ustanovitvi Turške republike, je bil Osmanski kalifat ukinjen, Osmanska dinastija pa odstavljena in izgnana iz Turčije.

### Izgnanstvo in smrt
Kalif je bil uradno vrhovni verski in politični voditelj vseh muslimanov na svetu, z glavno nalogo preprečiti ekstremizem ali zaščititi vero pred korupcijo. Na zadnji seji pogajanj o proračunu 3. marca 1924 so namestnik Urfe šejk Safet Efendi in njegovih 53 prijateljev zahtevali odpravo kalifata, češ da ni več potreben. Odprava je bila potrjena z večino glasov in sprejeta z zakonom. Z istim zakonom je bilo sklenjeno izgnati vse člane Osmanske dinastije iz Turčije. Mustafa Kemal Atatürk je v nasprotju s temi sklepi ponudil kalifat Ahmedu Šarifu as-Senusiju pod pogojem, da prebiva zunaj Turčije. Senusi je ponudbo zavrnil in potrdil svojo podporo Abdulmedžidu. V arabskem svetu je položaj kalifa nasledil Husein bin Ali s podporo svojega bratranca Mehmeda VI., vendar se je tudi ta poskus hitro končal.
Abdulmedžid in njegova družina so bili razburjeni zaradi te odločitve, vendar niso želeli, da bi se ljudje uprli, in so se naslednje jutro na skrivaj z avtomobilom odpeljali iz palače Dolmabahče v Čatalko in od tam z vlakom v Švico. V nasprotju s pričakovanji ga tam ni pričakala delegacija ali slovesnost. V Švico je prišel kot običajen popotnik v težkem finančnem položaju.
Na meji so ga nekaj časa zadrževali in ga nato le spustili v državo.  V Švici je večkrat razlagal, da je razburjen zaradi ukinitve kalifata in da bo to v islamski svet prineslo kaos z razmahom ekstremizma, po pritisku turške vlade na švicarsko vlado, pa so mu govore v Švici prepovedali. Oktobra 1924 se je preselil v Nico v Franciji.
V Nici je živel mirno življenje. Njegova hči Durušehvar Sultan in njegova nečakinja Nilufer Hanım Sultan sta se poročili s sinovoma Nizama iz Hyderabada, enega najbogatejših ljudi na svetu. Zahvaljujoč temu se je njegovo finančno stanje izboljšalo. Ker ni dobil pričakovane podpore islamskega sveta za obnovo kalifata, se je začel osredotočati na bogoslužje, slikanje in glasbo.
Abdulmedžid se je pozneje preselil v Pariz, kjer je  opravljal petkove molitve v pariški Veliki mošeji. Po odhodu njegovih zelo ljubih vnukov in sina, ki je zapustil Francijo, da bi se poročil z egiptovsko princeso Kavalo, je osamljen preživljal boleče dni. Napisal je knjigo spominov v 12 zvezkih, ki jo je hranila njegova hči Durušehvar Sultan. 
23. avgusta 1944 je Abdulmedžid II. umrl v svoji hiši v Parizu zaradi srčnega napada. Njegova smrt je sovpadla z osvoboditvijo Pariza izpod nemške okupacije. Durušehvar Sultan si je prizadevala, da bi ga pokopali v Turčiji, vendar turška  vlada tega ni dovolila. Njegove posmrtne ostanke so deset let hranili v Veliki mošeji v Parizu. Ko mošeja tega ni več mogla vzdrževati, so truplo prenesli v Medino in ga tam pokopali.